# Polizei SV Magdeburg
Der Polizei SV Magdeburg war ein Sportverein im deutschen Reich mit Sitz in Magdeburg, der heutigen Landeshauptstadt des Bundeslandes Sachsen-Anhalt. In Wettbewerben trat der Verein als SG Ordnungspolizei Magdeburg an.

## Geschichte
Der Verein wurde im Jahr 1921 gegründet. Nach der Machtergreifung der Nationalsozialisten führte der Verein im Jahr 1936 kurzzeitig den Namen MSV Infanterie-Regiment 66. Ebenfalls seitdem trat der Verein in Wettbewerben offiziell immer als SG Ordnungspolizei Magdeburg an. Nach dem Ende des Zweiten Weltkriegs wurde der Verein dann auch aufgelöst. Als Nachfolgeverein galt die SG Dynamo Magdeburg.

### Fußball
Die Fußball-Mannschaft wurde zur Saison 1944/45 in die Gauliga Mitte eingegliedert, dort wiederum dann in den Bezirk Magdeburg-Schönebeck. Über ausgetragene Spiele in dieser Saison ist nichts mehr bekannt. Diese wurde aufgrund des fortschreitenden Zweiten Weltkriegs jedenfalls nicht mehr zu Ende gespielt.

### Feldhandball
Die Mannschaft qualifizierte sich als Sieger der Handball-Gauliga Mitte mehrmals für die Endrunde um die deutsche Meisterschaft. Die Saison 1934/35 konnte dabei nach einem 10:8 gegen den MSV Hindenburg Minden dann auch als Meister abgeschlossen werden. Nach der einer 9:6-Finalniederlage beim Lintforter SV in der Saison 1939/40. Gelang dann mit einem 6:5-Sieg nach der Saison 1941/42 noch einmal die Meisterschaft gegen den unterliegenden SV Waldhof Mannheim.

## Ehemalige Sportler

### Handball
- Alfred Klingler (1912–unbekannt)
- Heinrich Keimig (1913–1966)